# الاتحاد اللبناني للسباحة
الاتحاد اللبناني للسباحة(LSF) هي الهيئة الوطنية للسباحة في لبنان، تأسس فب عام 1961. وهو عضو نشط في الاتحاد الدولي للسباحة (FINA) والاتحاد الآسيوي للسباحة (AASF). وعلى المستوى الوطني، فهو تابع للجنة الأولمبية اللبنانية. الاتحاد اللبناني للسباحة هو المسؤول عن أداء المنتخب ومراقبة المنشطات والعلاقات والأحداث الدولية للرياضة داخل لبنان، وشارك فريق السباحة اللبناني لأول مرة في تاريخه في دورة الألعاب الأولمبية الصيفية لعام 1968 التي أقيمت في المكسيك، بحضور سباح واحد (يعقوب مصبونجي). وأول سباحة لبنانية تشارك في دورة الألعاب الأولمبية، آني جين مغرديتشيان، في دورة الألعاب الأولمبية الصيفية لعام 1972 في ميونيخ.
في أغسطس 2004، خضع عمر دعبول لاختبار تعاطي المنشطات، وكان نتيجة الاختبار إيجابية للاندروجين والمنشطات الابتنائية ميثاندينون، الأمر الذي أبعده وأوقفه عن ممارسة الرياضة لمدة عامين حتى عام 2006.

## مجلس إدارة
آخر تحديث 26 أكتوبر 2020.
| موضع                      | اسم                                                    |
| ------------------------- | ------------------------------------------------------ |
| رئيس                      | طوني نصار                                              |
| نائب رئيس السباحة         | غابي الدويهي                                           |
| نائب رئيس المياه المفتوحة | عادل يموت                                              |
| نائب رئيس كرة الماء       | ميشيل حبشي                                             |
| سكرتير                    | فريد ابي رعد                                           |
| أمين صندوق                | احمد زعرور                                             |
| محاسب                     | طوني حنين                                              |
| استشاريين                 | جورج حبايب، رولا ناطور الخطيب، رامي أدهمي، جورج الجليخ |